# Экология Липецка
Экология Липецка — состояние и характеристики экосистемы города Липецк.

## Состояние воздуха
Общий индекс загрязнения атмосферы (ИЗА) в областном центре был катастрофическим - 24,43 в 2000 году, в 2009 году он упал до 7,5 единиц, что превышает норму, составляющую 4—7 единиц. Однако этот показатель ниже, чем в таких промышленных центрах как Норильск, Новокузнецк или Магнитогорск, где ИЗА до сих пор превышает 14 единиц. Таким образом, лица, не имеющие профильного образования в области экологии, не считают Липецк катастрофически загазованным, хотя методы определения ИЗА без учёта суммирования самых опасных веществ, на определение которых «нет средств» — вызывают сомнение. Липецк продолжает входить в пятерку самых «грязных» городов по валовым объёмам выбросов.
Кроме того, основная жилая застройка находится на правом, высоком берегу реки Воронеж, а Новолипецкий металлургический комбинат — на левом, пологом берегу. При неблагоприятном ветре «факел» из труб комбината начинает снижаться к поверхности земли на расстоянии нескольких километров, — прямо в центральных районах города. Роза ветров в городе такова, что преобладает ветер северо-восточного направления (юго-западный, в сторону Матырского водохранилища). Когда ветер дует с юго-востока, жители спальных районов и центра правого берега (а района Тракторный — при северо-восточном ветре) могут испытывать дискомфорт от вони сероводорода, исходящего от присутствующих рядом с районом крупнейшего в Европе металлургического комбината НЛМК шлаконакопителей.
Это означает значительное превышение ПДК (предельно-допустимых концентраций) загрязняющих веществ, определяемое уже «невооруженным» носом. В последние годы всё бо́льшую актуальность приобретает загрязнение воздуха из-за стремительно увеличивающегося количества автомобильного транспорта. На него уже сейчас приходится 28 % всех выбросов в атмосферу. Для снижения вклада автотранспорта в загрязнение воздушного бассейна в 2007 году была внедрена автоматизированная система управления дорожным движением (АСУДД). Эта система включает в себя газоанализаторы, измеряющие концентрацию газов на автодорогах города, и детекторы движения, показывающие количество автомобилей, прошедших по полосе в единицу времени, все данные в режиме реального времени обрабатываются компьютером, который настраивает работу светофоров таким образом, чтобы транспорт двигался преимущественно по так называемой «зелёной волне». Ведь известно, чем меньше остановок и трогании с места делает автомобиль, тем меньше выбросов продуктов сгорания. В настоящее время АСУДД контролирует 59 светофорных перекрёстков на основных магистралях города. Липецк считают единственным городом в России, где ведётся непрерывный контроль в автоматическом режиме за состоянием атмосферного воздуха на автомагистралях города. 
Кроме того, для уменьшения остановок перед светофорами помимо уже существующих не построено ни одного нового подземного пешеходного перехода, а ряд городских магистралей в ближайшее время будут расширять, к примеру в 2008 году начнут с улицы Стаханова, что увеличит интенсивность чрезмерного движения в жилых районах. 

## Состояние воды
В сравнении с другими городами с водой липчанам повезло — городская водопроводная сеть на 100 % питается из подземных источников, качество воды из которых пока очень высокое и в конечном итоге определяется лишь состоянием самих труб, ведущих к потребителю, и, соответственно, требует минимального хлорирования. Единственным недостатком является повышенная жёсткость воды, которая обусловлена природными условиями формирования гидрохимического режима подземных вод, заключенных в трещинно-карстовых полостях карбонатных отложений верхнего девона. Ситуацию с жёсткостью могли бы исправить установки по смягчению, но применять их в централизованном водоснабжении является дорогостоящим, а потому востребованными они остаются только у состоятельных владельцев коттеджей, и в некоторых элитных домах с собственной водоподготовкой. Вместе с тем было бы неправильным считать, что высокое качество подземных вод будет сохраняться вечно. С каждым годом общая техногенная нагрузка на геологическую среду в черте города только возрастает и если не принимать никаких мер по защите водоносных горизонтов и совершенствованию технического состояния водозаборных сооружений, есть риск потерять имеющееся сейчас преимущество в качестве воды. Так, по данным геомониторинга ЦФО РФ, учитывая структурные особенности геологического строения и значительный водоотбор на территории Липецка, от промзон, полигонов ТБО и других источников, загрязнения постоянно подтягиваются по зонам трещиноватости и уже приблизились на расстояние от 5 до 15 км к водозаборам города.
Качество поверхностных вод по итогам 2007 года не ухудшилось и по-прежнему относится ко 2 и 3 классам качества, то есть «чистая» и «умеренно-загрязнённая» (всего 7 классов качества). Косвенно об этом свидетельствует наличие рыбы в реке Воронеж и масса отдыхающих летом на городских пляжах.

## Акустическое загрязнение
Главным акустическим загрязнителем окружающей среды является, как и во многих крупных городах, автомобильный транспорт. В этом случае активная борьба с шумом сводится к ограничению движения большегрузных автомобилей в городской черте и внедрению «зелёной волны» на основных магистралях. Пассивные методы включают увеличение зелёных насаждений вдоль улиц и установка во всех новостройках стеклопакетов, причём вдоль оживлённых участков — с тройным остеклением.
Для жителей района Сырский Рудник и коттеджей по улице Ангарской актуально шумовое загрязнение в результате деятельности липецкого авиацентра. В непосредственной близости от этого района города проходит воздушная трасса. И хотя официально шум здесь не превышает санитарных значений, мощный рёв силовых установок военных истребителей при наборе высоты является серьезным акустическим загрязнением. Утешением служит только то, что полёты совершаются сравнительно нечасто.
Во всех случаях важным моментом в плане борьбы с шумом является акустическая изоляция самого жилья, но в нынешних домах, особенно панельных, она далека от идеала. Качественная шумоизоляция стоит дорого и «съедает» дорогостоящие квадратные метры, а потому в массовом строительстве жилья экономкласса не используется.

## Загрязнение почв
В целях охраны почв на территории города Липецка положено начало составлению соответствующей электронной карты, куда будут заносится результаты проводимых исследований. Эта карта будет учитываться при принятии управленческих и градостроительных решений. Так, в 2007 году было исследовано более 350 га городской территории, в том участки на юго-западе под новое жилищное строительство и участок, ограниченный улицами Тельмана, Гагарина, Железнодорожной, который подлежит полной реконструкции, а также ряд других участков. В целом обследованная территория соответствует категории «Допустимая». Однако по ряду площадок вблизи действующих магазинов, кафе и других торговых точек выявлены локальные загрязнения почвы нефтепродуктами, произошедшие в результате хозяйственной и бытовой деятельности населения города. Также загрязнённым оказался район бывшей котельной ОАО ЛОЭЗ «Гидромаш» в районе Сырский Рудник, там уже начаты работы по ликвидации загрязнения.

## Твёрдые бытовые отходы
Несколько лет назад на выезде из Липецка находилась типичная свалка. Называлась она романтично — «Венера» (по названию района Венера), но была тем же, чем являются тысячи подобных свалок по всей стране. И хотя несколько лет назад полигон был закрыт по санитарным причинам, он продолжает функционировать. По данным Ростехнадзора, ни один полигон ТБО в стране не имеет всех необходимых разрешительных документов, потому что не соответствует тем или иным нормам. Тем не менее, проблема вывоза мусора остается актуальной, ввиду чего продолжается процесс вывоз, несмотря на все запреты.
В настоящее время на полигоне ведётся рекультивация: свалка площадью 22 гектара постепенно засыпается грунтом. Складирование мусора происходит теперь не «навалом», а в виде плотно спрессованных брикетов, на который сверху насыпается плодородный слой и высаживаются деревья. На конец 2007 года рекультивировано 8,7 гектара. Полигону «Венера» уже более 40 лет, и он полностью исчерпал свои возможности, поэтому в дальнейшем будет использоваться полигон ТБО «Центролит».
Для переработки ТБО в пригороде Липецка был построен не имеющий аналогов в России мусороперерабатывающий комплекс, оснащённый современным оборудованием, разработанным в Испании. Технология предусматривает даже обеззараживание мусора ультрафиолетом перед попаданием его на сортировочную ленту, а благодаря сортировке и брикетированию исходные объёмы мусора уменьшаются во много раз.
В Липецке, к слову, в связи с вводом в действие этого комплекса, были подняты тарифы на вывоз ТБО. Но недовольства населения это не вызвало, так как все понимали: чистота стоит денег. Однако уже в 2007 году обнаружились первые проблемы, связанные с сортировкой мусора: например процесс этот достаточно трудоёмкий и напрямую зависит от правильного сбора отходов. Таким образом, надежда компании «ЭкоПром-Липецк», взявшейся за это дело два года назад, стала рушиться. Более того, в 2024 году обнаружилось, что до 30 % отходов вывозилось на «Венеру» без переработки.

## Экологический рейтинг районов города
- Верхние строчки рейтинга занимают Центр, район Манежа и юго-запад города. Здесь наиболее благоприятная экологическая обстановка по сумме всех факторов.
- Немного похуже ситуация в районах по соседству с предприятием «Свободный Сокол», цементным заводом и промзонами. Обстановку ухудшает проходящие через них напряженные транспортные магистрали.
- Последние места занимают районы, находящиеся на левом берегу из-за непосредственного соседства с НЛМК и промышленной зоной. А в Матырском летом 2007 года и вовсе разгорелся большой скандал в связи с выбросами стекольного завода, поспешившего открыться без пылеулавливающих установок. В связи с этим близлежащие территории были покрыты стеклянной пылью и несколько тысяч человек вышли на стихийный митинг, перекрыв трассу Липецк-Грязи[5]. 
Власти пытались усмирить толпу, убеждая, что проблемы и вовсе не существует. Но народ продолжил митинг, вдобавок устроив пикет у самого завода, а ряд возмущенных жителей района написали открытое письмо президенту[6]. 
Лишь после таких активных действий официально было признано, что «ЧСЗ-Липецк» допустил выбросы пыли в атмосферу[7].

## Особо охраняемые природные территории
На территории города Липецка две территории выделены как ООПТ это парк «Быханов сад» и урочище «Сосновый Лес» на 19-м микрорайоне. Кроме того, в августе 2010 года статус особо охраняемых природных объектов получили дуб на ул. Первомайской и вяз на ул. Ленина. Дубу, расположенному между домами 79 и 81 на ул. Первомайской, более 100 лет, его высота составляет 25 метров, диаметр - более 1 метра. Также на восточной стороне аллеи на ул. Ленина в 50 метрах от скульптурной группы «Интернационал» растет Вяз, чей возраст составляет 70 лет, а диаметр- 1,1 метр. Кроме ООПТ, находящихся в ведении города, на территории Липецка есть региональные памятники природы: «Нижний парк» «Верхний парк», низовья Каменного лога.